# Pedro Oliva
Pedro Oliva (São José dos Campos, ) é um atleta de canoagem brasileiro..
Em 2009 virou notícia na mídia brasileira e internacional após saltar de caiaque a cachoeira Salto Belo, localizada em Campo Novo do Parecis (MT), que tem quase 40 metros (38,7 metros, especificamente) e, com isso, ganhar, juntamente com sua equipe, o então recorde mundial da modalidade caiaque extremo, superado em 2010. Nesta época ficou conhecido como "louco da cachoeira".
Ele é também é um dos participantes do programa Kaiak, do canal pago Off, que teve sua sexta temporada em 2015, juntamente com ele, Ben Stokesberry e Chris Korbulic.